# 塚田悠太郎
塚田 悠太郎（つかだ ゆうたろう、2001年7月28日 - ）は、東京都出身のサッカー選手。ポジションはFW。

## クラブ歴
東京都生まれでFC東京U-15むさしから聖望学園高等学校に進んだ。
2020年にデイトナ州立大学に進学した。2022年にウェストバージニア大学に転学した。また、同年にはUSLリーグ2所属のニューメキシコ・ユナイテッドU23で選手としても出場した。翌年にはキャピタルFCにも所属した。
2023年末のMLSスーパードラフトでは全体25番目の一巡目にオーランド・シティSCから指名を受けた。2024年3月に単年契約でオーランド・シティBと契約した。3月16日にプロ初出場初得点を記録した。5月にはトップチームに期限付き移籍した。同月15日にメジャーリーグサッカー初出場を記録した。8月15日にはトップチームと1年半+2年の契約を締結し、昇格した。